# 室賀満正
室賀 満正（むろが みつまさ）は、戦国時代から安土桃山時代にかけての武将。甲斐武田氏の家臣。

## 略歴
室賀氏は北信濃小県郡の国衆で、清和源氏頼清流の系統である村上氏の一門屋代氏の支族であった。満正は屋代氏の屋代正重の子で室賀信俊の養子となった。
村上氏当主の村上義清が甲斐の武田晴信に敗れ、越後に逃れると室賀氏先代当主・信俊と満正の実兄で屋代氏当主・屋代正国は武田氏に従属した。
その後は武田氏に従い各地を転戦した。永禄6年（1563年）の上野吾妻郡の岩下城攻略戦では、真田信綱と共に海野幸光・輝幸兄弟の調略を行った。東海地方にも転戦し、天正3年（1575年）7月の徳川軍との諏訪原城攻防戦では今福虎孝らと共に諏訪原城を守備していたが、支えきれず翌月に開城し小山城に退去した。同6年（1578年）にも高天神城付近の城郭に配備され、高天神城将・岡部元信が満正とよく談合するように指示を受けている。
天正10年（1582年）初頭より武田氏は織田信長・徳川家康連合軍による軍事侵攻を受ける（甲州征伐）。満正の実子である正武や屋代秀正は駿河丸子城を守備していたが、2月21日に徳川軍に駿府を占領されると城を捨て逃亡した。3月に武田氏滅亡すると室賀氏被官の滝沢八兵衛が去就に迷い、室賀家中からの退身の動きを見せた。満正はこれを留める為に22日に八兵衛に新たに100貫文の所領を与える配慮を示したが、直後の4月28日に満正は急死する。家督が嫡男の正武が相続したが、八兵衛はその後室賀氏に出仕せず小泉氏に離反した。